# アルビスタジアムNST
アルビスタジアムNST（アルビスタジアム エヌエスティー）は、2004年3月6日からNST新潟総合テレビで放送されているスポーツ情報番組である。

## 概要
主にアルビレックス新潟、Bリーグ・新潟アルビレックスBB情報に関する情報を伝えている（アルビレックスBCやアルビレックスレディースなどの話題も稀に放送することがある）。
毎週土曜日の放送のほか、毎月最終土曜日には『アルビスタジアムNST HYPER』も放送していた。

## 放送時間
アルビスタジアムNST
毎週土曜日 18:55 - 19:00（スマイルスタジアムNST終了後）

## 出演者
- 松尾和泉（NSTアナウンサー）
- 古俣健次（サッカー解説者）

過去
- 堀恭子（NSTアナウンサー当時）
- 近藤麻智子（NSTアナウンサー当時・現フリー）
- 田中良幸（NSTアナウンサー当時・現フリー）
- 松村道子（NSTアナウンサー当時・現フリー）
- 梅中悠介（NSTアナウンサー当時・現フリー）
- 堀井七絵（NSTアナウンサー当時）